# Pardubický vikariát
Pardubický vikariát je jedním ze 14 vikariátů královéhradecké diecéze. Je tvořen 19 farnostmi ležícími převážně v okrese Pardubice, ale zasahuje i do okresů Ústí nad Orlicí, Rychnov nad Kněžnou a Hradec Králové. Společně s královéhradeckým vikariátem leží v centru diecéze.

## Ustanovení vikariátu
- PhDr. Radek Martinek, Ph.D. – okrskový vikář
- Bc. Piotr Antkiewicz – sekretář vikariátu a kaplan pro mládež
- Bc. Tereza Gregorová – vikariátní účetní
- Ing. Petr Kolbaba – stavební technik

## Farnosti a kostely vikariátu
| Farnost               | Správce                                              | Další duchovní ve farnosti | Farní kostel                            | Další kostely |
| --------------------- | ---------------------------------------------------- | --- | --------------------------------------- | --- |
| Býšť                  | Mariusz Łuczyszyn, dr administrátor excurrendo       | | Kostel svatého Jiří                     | |
| Dašice                | Mariusz Łuczyszyn, dr administrátor excurrendo       | | Kostel Narození Panny Marie             | - Kostel Navštívení Panny Marie (Kostěnice) |
| Holice                | PhDr. Radek Martinek, Ph.D. farář                    | | Kostel svatého Martina                  | - Kostel svatého Václava (Horní Ředice) |
| Horní Jelení          | Mgr. Jaroslav Jirásek farář                          | | Kostel Nejsvětější Trojice              | |
| Horní Roveň           | ICLic. Mgr. Jakub Polívka, PhD farář                 | | Kostel svaté Kateřiny                   | - Kostel svatého Petra a Pavla (Komárov) - Kostel svatého Petra a Pavla (Moravany) - Kostel svatého Jiljí (Platěnice) - Kostel Povýšení svatého Kříže (Slepotice) - Kostel Nanebevzetí Panny Marie (Uhersko) |
| Lázně Bohdaneč        | Mgr. Jiří Kváš farář                                 | | Kostel svaté Marie Magdalény            | - Kostel Zvěstování Páně (Živanice) |
| Lipoltice             | Mgr. Zdeněk Skalický administrátor excurrendo        | | Kostel svatého Matouše                  | - Kostel svatého Havla (Hošťalovice) - Kostel svatého Romedia (Choltice) - Kostel svatého Martina (Turkovice) - Kostel svatého Michaela archanděla (Valy) |
| Mikulovice u Pardubic | Bc.Th. Jan Uhlíř administrátor excurrendo            | Bc. Vojtěch Gottwald Mgr. Ing. Ladislav Traxler trvalí jáhni | Kostel svatého Václava                  | - Kostel Stětí svatého Jana Křtitele (Tuněchody) |
| Opatovice nad Labem   | Mgr. Bohuslav Stařík farář                           | Mgr. Jan Zetek trvalý jáhen | Kostel svatého Vavřince                 | - Kostel svatých Andělů strážných (Borek) - Kostel svatého Vojtěcha (Dolany) - Kostel svatého Petra a Pavla (Dříteč) - Kostel svatého Mikuláše (Podůlšany) - Kostel Nejsvětější Trojice (Praskačka) - Kostel svatého Václava (Staré Ždánice)                                                                     |
| Ostřetín              | PhDr. Radek Martinek, Ph.D. administrátor excurrendo | | Kostel Navštívení Panny Marie           | - Kostel svatého Mikuláše (Veliny) |
| Pardubice             | Bc.Th. Jan Uhlíř arciděkan                           | P. Bc. Mgr. Jiří Caha, SDB rektor kostela ve farnosti Bc. Piotr Antkiewicz P. Mgr. Václav Čunek, SDB farní vikáři o. Mgr. Marian Kurylo nemocniční kaplan a výpomocný duchovní PhDr. Radek Martinek, Ph.D. kaplan VŠ studentů P. Mgr. Pavel Caha, SDB výpomocný duchovní Bc. Vojtěch Gottwald PhDr. Milan Novotný Mgr. Ing. Ladislav Traxler Mgr. Karel Kylar trvalí jáhni Pavla Bednářová pastorační asistentka | Arciděkanský kostel svatého Bartoloměje | - Farní kostel Panny Marie Sedmibolestné (Pardubice) - Kostel Zvěstování Panny Marie (Pardubice) - Kostel svatého Jana Křtitele (Pardubice) - Rektorský kostel svatého Václava (Pardubice) - Kostel svatého Jiljí (Pardubičky) - Kostel Narození Panny Marie (Svítkov) - Kostel Nanebevzetí Panny Marie (Spojil) |
| Přelouč               | Mgr. Zdeněk Skalický farář                           | Lucie Hadáčková pastorační asistentka | Kostel svatého Jakuba Staršího          | - Kostel Proměnění Páně (Horušice) - Kostel svatého Václava a Leopolda (Kladruby nad Labem) - Kostel Navštívení Panny Marie (Přelouč) - Kostel svaté Marie Magdalény (Řečany nad Labem) - Kostel svatého Vavřince (Selmice) - Kostel svatého Jana Křtitele (Semín) - Kostel svatého Petra a Pavla (Zdechovice)   |
| Radhošť               | Mgr. Jaroslav Jirásek administrátor excurrendo       | | Kostel svatého Jiří                     | |
| Rohovládova Bělá      | Mgr. Jiří Kváš administrátor excurrendo              | | Kostel svatého Petra a Pavla            | |
| Rosice nad Labem      | Bc.Th. Jan Uhlíř administrátor excurrendo            | Ing. Mgr. Zuzana Petrášová nemocniční kaplanka | Kostel svatého Václava                  | - Kostel svatého Jana Nepomuckého (Lány na Důlku) |
| Sezemice              | Mariusz Łuczyszyn, dr farář                          | | Kostel Nejsvětější Trojice              | - Kostel svatého Bartoloměje (Kunětice) - Kostel svatého Jana Nepomuckého (Ráby) - Kostel Nanebevzetí Panny Marie (Sezemice) |
| Třebosice             | Bc.Th. Jan Uhlíř administrátor excurrendo            | | Kostel Povýšení svatého Kříže           | |
| Vápno u Přelouče      | Mgr. Jiří Kváš administrátor excurrendo              | | Kostel svatého Jiří                     | - Kostel Panny Marie (Komárov) - Kostel svatého Jiljí (Újezd u Přelouče) |
| Vysoké Chvojno        | PhDr. Radek Martinek, Ph.D. administrátor excurrendo | | Kostel svatého Gotharda                 | |

## Zaniklé farnosti
V rámci reformy církevní správy došlo i v pardubickém vikariátu k redukci počtu farností, z nichž některé byly slučovány:
- farnost Kunětice byla 1. ledna 2006 sloučená s farností Sezemice[42]
- farnost Pardubice – Na Skřivánku byla 1. ledna 2007 sloučená s arciděkanstvím Pardubice[43]
- farnost Lány na Důlku byla 1. července 2007 sloučená s farností Rosice nad Labem[44]
- k 1. lednu 2010 byly farnosti Moravany u Holic[45] a Uhersko[46] sloučeny s farností Horní Roveň a farnosti Dříteč[47] a Staré Ždánice[48] s farností Opatovice nad Labem
- k 31. prosinci 2024 byly farnosti Choltice[49] a Turkovice u Přelouče[50] sloučeny s farností Lipoltice a farnosti Kladruby nad Labem[51] a Zdechovice[52] s farností Přelouč